# Prešpurský mír (1491)

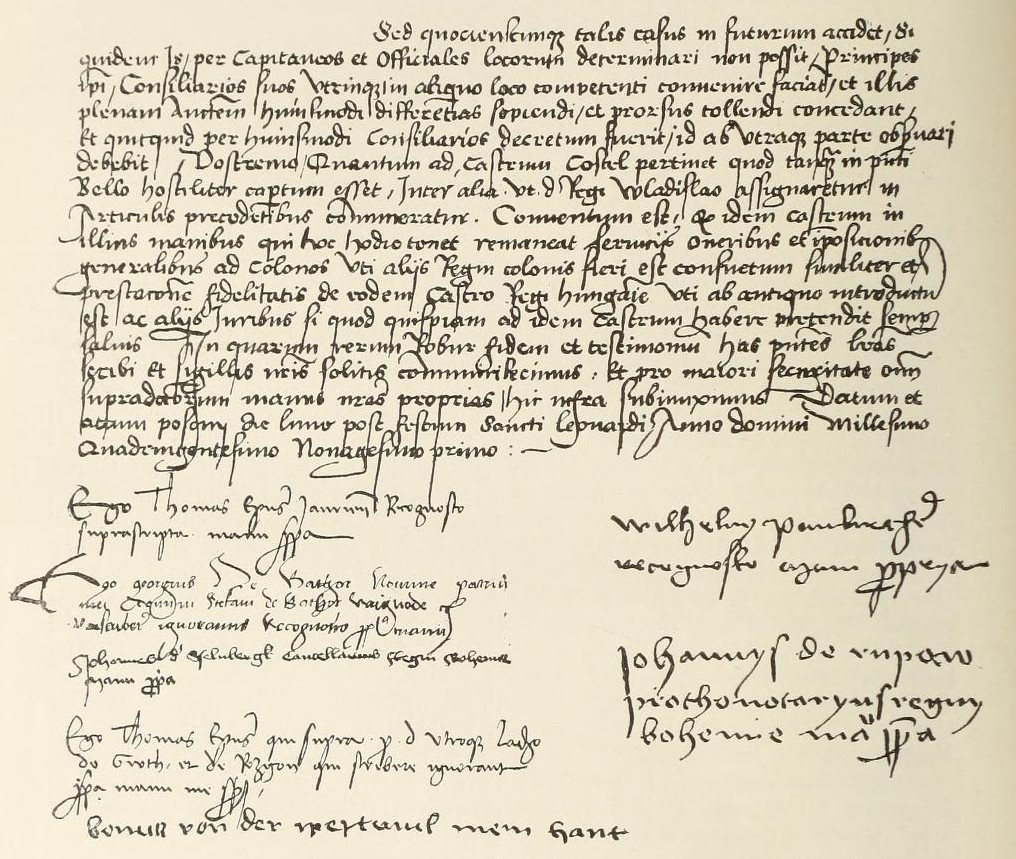
Kopie originální podoby Prešpurského míru z 7. listopadu 1491

 Prešpurský mír byl  uzavřen 7. listopadu 1491 mezi králem Maxmiliánem I. Habsburským a nově zvoleným uherským panovníkem Vladislavem II. Jagellonským v Prešpurku (pozdější Bratislavě).

## Historie
Uzavřená dohoda potvrzovala starší texty (z roku 1462), které byly podepsané Maxmiliánovým otcem císařem Fridrichem III. Habsburským a uherským králem Matyášem Korvínem o nástupnictví na uherském trůnu.
Maxmilián ve snaze získat uherskou korunu vyhnal po Korvínově smrti uherské posádky z Dolního Rakouska, vtrhl do Uher (dobyl velkou část území po Székesfehérvár a Záhřeb), ale kvůli vzpouře vlastního vojska byl donucen uzavřít s novým panovníkem Vladislavem II. Jagellonským v Bratislavě mírovou smlouvu, ve které Vladislav II. přiznal Habsburkům nárok na uherský trůn v případě vymření rodu Jagellonců.
Smlouva, jejíž platnost byla potvrzena v roce 1515, se stala základem habsburské vlády v Uhrách pro období let 1526-1918.[zdroj?]